# SST-4
El SST-4 fue un torpedo fabricado en Alemania para equipar submarinos.

## Características
Es un torpedo guiado por cable para objetivos de superficie y submarinos. Alcanza los 24 000 yardas (21 945,6 m) de alcance disparado a 35 nudos de velocidad.

## Usuarios
| País        | Usuario                   | Plataforma         |
| ----------- | ------------------------- | ------------------ |
| Argentina   | Armada Argentina          | Submarino Tipo 209 |
| Perú        | Marina de Guerra del Perú | Submarino Tipo 209 |
| Reino Unido | Royal Navy                | n/d                |

## Historia de servicio
Fue adquirido en 1974 por la Armada Argentina para los submarinos Tipo 209 (ARA Salta y ARA San Luis).
Durante la guerra de las Malvinas, los submarinos Tipo 209 de la Armada Argentina equiparon torpedos SST-4. En las operaciones en el Atlántico Sur, el submarino ARA San Luis realizó seis disparos en total, sin ningún éxito. En un enfrentamiento con las fragatas HMS Arrow y HMS Alacrity, el ARA San Luis disparó un SST-4 cuyo cable de guiado se cortó.